# Eleutherodactylus maestrensis
Eleutherodactylus maestrensis es una especie de rana de la familia Eleutherodactylidae.

## Distribución geográfica
Es endémica del este de Cuba.

## Estado de conservación
Se encuentra amenazada ligeramente por la pérdida de su hábitat natural. 